# Paul Germann
Paul Emil Albert Germann (geb. 12. Februar 1884 in Sargstedt bei Halberstadt; gest. 1966 ebenda) war ein deutscher Kunsthistoriker und Ethnologe, der zu Afrika forschte. Er war ab 1920 Kustos der Afrikanischen Abteilung des Museums für Völkerkunde zu Leipzig und 1944/45 Interimsleiter des Museums.

## Biografie
Germann studierte von 1903 bis 1910 an den Universitäten von Freiburg, Jena und Leipzig Völkerkunde, Geschichte, Geographie, Kunstgeschichte und Psychologie. Zu seinen Lehrern zählten August Schmarsow (Kunstgeschichte), Karl Weule (Völkerkunde), Wilhelm Wundt (Völkerpsychologie) und Karl Lamprecht (Universalgeschichte). Er promovierte 1911 mit einer Arbeit über „Das plastisch-figürliche Kunstgewerbe im Grasland von Kamerun“. Ab 1912 war er als wissenschaftlicher Hilfsarbeiter am Leipziger Museum für Völkerkunde (unter Karl Weule) angestellt. Er nahm 1913 als Vizechef der Deutschen Inner-Afrikanischen Forschungsexpedition (D.I.A.F.E.) unter Leo Frobenius an dessen Expedition in die Atlasländer teil. Germann diente im Ersten Weltkrieg als Soldat und wurde mehrmals verwundet.
1920 übernahm er als Kustos die Leitung der Afrikanischen Abteilung des Völkerkundemuseums in Leipzig. Er ist Verfasser zahlreicher wissenschaftlicher Veröffentlichungen, u. a. zur Formengenese und Klassifizierung afrikanischer Wurfmesser. In der von dem deutschen Ethnologen Hans Plischke (und späteren NSDAP-Funktionär) begründeten und ab 1922 herausgegebenen Buchreihe Alte Reisen und Abenteuer (die in Leipzig bei F. A. Brockhaus erschien) betreute er die Bände Vom Gambia zum Niger (Mungo Park; 1924) und Reise zum Vorgebirge der Guten Hoffnung (Peter Kolb; 1926). 1924 trat er beim 4. Deutschen Kolonialkongress in Berlin auf. Das Völkerkundemuseum zog 1926 in das neue Grassimuseum am Johannisplatz, wo Germann die Sammlung bis 1935 fast vollständig inventarisierte. Das Staatliche Sächsische Forschungsinstitut für Völkerkunde an der Universität Leipzig sowie die Museen für Völkerkunde in Berlin und Leipzig übertrugen ihm 1928/1929 die Leitung einer ethnographischen Expedition in die Gebiete der Gbande, Kissi und Loma im Waldland Nordliberias.
Der deutschnational eingestellte Germann war Mitglied des Stahlhelm, Bund der Frontsoldaten, der 1934 in die SA übernommen wurde, 1937 trat er der NSDAP bei. Seit den Novemberpogromen 1938 betrieb er seinen Austritt aus der SA-Reserve, was er 1939 mithilfe eines gesundheitlichen Attests erreichte. Vor einem Austritt aus der NSDAP schreckte er jedoch zurück. Im Januar 1943 war er Vertreter bei einer Arbeitstagung der Kolonialwissenschaftlichen Abteilung des Reichsforschungsrates in Leipzig und trug zum Tagungsbericht einen Artikel über Afrikanische Kunst bei. Nach der Freistellung des bisherigen Direktors Fritz Krause übernahm Germann 1944 die Leitung des Museums für Völkerkunde. Das Museumsgebäude war bei einem Luftangriff 1943 schwer beschädigt worden, die Exponate im Afrikasaal wurden dabei zerstört. Germann war danach mit der Rettung, Sicherung und Auslagerung der Sammlungen befasst. 1945 schied er aus dem Amt.

Die Historikerin Marlite Halbertsma urteilt über Germann: 

„Die Überlegenheit der abendländischen Kultur war für ihn selbstverständlich, schloß aber Bewunderung und Interesse für die afrikanische Kultur nicht aus.“

## Publikationen (Auswahl)
- Afrikanische Wurfeisen und Wurfhölzer im Völkerkundemuseum zu Leipzig. In: Jahrbuch des Städtischen Museums für Völkerkunde zu Leipzig. Bd. 8, 1918/21 (1922), S. 41–50.
- Die afrikanische Kunst, in: A. Springer (Hg.), Handbuch der Kunstgeschichte, Bd. 6: Die außereuropäische Kunst, Leipzig 1929, S. 551–589.
- Die Völkerstämme im Norden von Liberia: Ergebnisse einer Forschungsreise im Auftrage des Staatlich-Sächsischen Forschungsinstitutes für Völkerkunde in Leipzig in den Jahren 1928/29 (=Veröffentlichungen des Staatlich-Sächsischen Forschungsinstitutes für Völkerkunde in Leipzig, Erste Reihe: Ethnographie und Ethnologie, Bd. 11). Voigtländer, Leipzig 1933.
- Afrikanische Kunst, in: Koloniale Völkerkunde, Koloniale Sprachforschung, Koloniale Rassenforschung: Berichte über die Arbeitstagung im Januar 1943 in Leipzig, mit Beiträgen von Hermann Baumann [u. a.]. Berlin: D. Reimer 1943. Beiträge zur Kolonialforschung; Tagungsbd. 1 (Inhaltsverzeichnis).
- Die Grundlagen der afrikanischen Kultur. Leipzig : Volk u. Buch Arbeitsgruppe G. Mindt,[5] 1948 (Die Humboldt-Bücherei, Bd. 4).
- Beiträge zur afrikanischen Kunst. Berlin: Akademie-Verl., 1958, 3., unveränd. Aufl.